# ویلیام مارتین (معتقد به فلسفه طبیعی)
 ویلیام مارتین (انگلیسی: William Martin؛ ۱۷۶۷ – 31 may ۱۸۱۰ (۴۲−۴۳ سال)) یک دیرین‌شناس اهل بریتانیا بود.